# Hoplitis simplicicornis
Hoplitis simplicicornis är en biart som först beskrevs av Morawitz 1875.  Hoplitis simplicicornis ingår i släktet gnagbin, och familjen buksamlarbin. Inga underarter finns listade i Catalogue of Life.